# Love Happens
Love Happens (bra: O Amor Acontece; prt: Amor por Acaso) é um filme canado-estadunidense de 2010, do gênero drama romântico, dirigido e coescrito por Brandon Camp e estrelado por Aaron Eckhart e Jennifer Aniston.

## Sinopse
Burke Ryan (Aaron Eckhart) é um bem-sucedido PhD e autor de um livro de autoajuda que dá conselhos sobre como lidar com a perda de alguém querido. Ele escreveu o livro como uma maneira de encarar a dor da perda de sua esposa em um acidente de carro. Enquanto dava um workshop em Seattle, de onde sua esposa era, ele conhece Eloise (Jennifer Aniston), uma floricultora. No entanto, parece que Burke não segue seus próprios conselhos e não lidou com a morte de sua esposa. Eloise o ajuda a superar seus sentimentos.

## Elenco
- Aaron Eckhart (Burke Ryan)
- Jennifer Aniston (Eloise Chandler)
- Dan Fogler (Lane)
- Martin Sheen (Sogro de Burke)
- Deirdre Blades (Sogra de Burke)
- Judy Greer (Marty)
- Frances Conroy (Mãe de Eloise)
- Joe Anderson (Tyler)
- Michelle Harrison (Cynthia)
- Tom Pickett (Don)
- Patricia Harras (Lorraine)

## Trilha sonora
O álbum da trilha sonora foi lançado pela Relativity Media Soundtracks.
1. The Time of Times – Badly Drawn Boy (3:17)
2. Dream – Priscilla Ahn (3:31)
3. Lake Michigan – Rogue Wave (5:01)
4. Fresh Feeling – Eels (3:38)
5. We Will Become Silhouettes – The Postal Service (4:59)
6. Your Hand In Mine – Explosions in the Sky (4:08)
7. Have A Little Faith in Me – John Hiatt (4:01)
8. IO (This Time Around) – Helen Stellar (5:05)
9. Everyday – Rogue Wave (3:38)
10. Little Wing - Christopher Young (6:02)
11. Love Happens - Christopher Young (3:22)

La-La Land Records mais tarde lançou um álbum de trilha de Christopher Young.
1. Love Happens (3:18)
2. Kaleidoscope Christmas (2:18)
3. A World In The Three Colors (2:18)
4. It's MMM... Good (1:48)
5. Crystal Flowers (2:12)
6. Walk The Talk (1:30)
7. Around Or Through? (3:55)
8. Past Isn't (3:34)
9. Joy Within Each Thought (1:56)
10. Groove E (1:31)
11. Each Decorated Ditch (2:43)
12. Vodka Logic (3:41)
13. Mind Noise (4:20)
14. Cinnamon Life (2:44)
15. We're A-OK (2:44)
16. Love Happened (6:02)
17. Baggage Blister Hoedown (1:53)
18. A Consonant Cry (3:04)
19. A Dissonant Discourse (2:57)
20. Why The Hell Am I In Heaven? (2:38)
21. Not Really Postlude (3:18)
22. Freud Who? (1:52)
23. Fast Toward The Eye (Of Lorelei) (3:49)

## Produção
Durante o desenvolvimento, o filme ficou conhecido como Brand New Day e Traveling.
O filme se passa em Seattle, Washington, e foi filmado em Seattle e Vancouver, Colúmbia Britânica.
Em 15 de setembro de 2009, um processo foi aberto por dois escritores que afirmam que a premissa do filme foi roubada deles, buscando uma liminar contra a sua libertação ou a receber futuros lucros do filme, estimado em US$100,000,000.
As filmagens ocorreram nos meses de janeiro e fevereiro de 2008.

## Recepção
Rotten Tomatoes informou que 17% dos críticos deram opiniões positivas com base em 65 comentários com uma pontuação de 3.9/10. Metacritic, que atribui uma classificação normalizada a partir de comentários de críticos convencionais, que deu ao filme um "geralmente desfavorável "score de 33% com base em 25 comentários.
Em sua semana de estréia, o filme estreou em #4 atrás de I Can Do Bad All By Myself, The Informant!, e Cloudy with a Chance of Meatballs, respectivamente, com $ 8,057,010.

## Home media
Love Happens foi lançado em DVD e Blu-ray em 2 de fevereiro de 2010. O filme arrecadou $7,721,633 dólares em vendas de DVD nos EUA.